# SCB Ec 2/5
Die SCB Ec 2/5 ist eine Stütztender-Dampflokomotive des Systems Engerth. Die Maschinenfabrik Esslingen stellte zwischen 1854 und 1858 insgesamt 26 Stück für die Schweizerische Centralbahn (SCB) her. Der Kaufpreis für eine Lokomotive war 62'000 Schweizer Franken. Die Lokomotive Genf (Nr. 28) mit dem Baujahr 1858 ist als einzige erhalten geblieben. Sie ist die älteste noch betriebsfähige Dampflokomotive der Schweiz.

## Geschichte
Die Lokomotive wurde für den Personenzugdienst eingesetzt und hat Ähnlichkeiten mit den zeitgleich angeschafften Typen SCB Eb 2/4 und SCB Ed 3/5.
Die SCB schloss 1852 einen Vertrag mit der Maschinenfabrik Esslingen für zwölf Lokomotiven mit Tender und Ersatzteilen im Gesamtbetrag von 760'900 Franken ab. Es war allerdings nicht festgelegt, um welchen Typ es sich handeln sollte. Es wird vermutet, dass sich die Verantwortlichen  für den amerikanischen Typ «Norris» ausgesprochen hatten. Der Vertrag wurde mit zwei Schreiben vom 16. Juni 1853 und 12. Juni 1854 dahingehend abgeändert, dass die Lokomotiven den bei der Semmeringbahn erfolgreichen der Bauart «Engerth» entsprechen sollten. Sie lehnten sich somit stark an die 26 Lokomotiven (SStB – Grünschacher bis Sonnwendstein) an, die die gleiche Fabrik 1853 an die K.k. Südliche Staatsbahn geliefert hatte.
Die ersten vier Lokomotiven der Bauart Ec 2/5 wurden 1854 ausgeliefert. Weitere zehn folgten 1856. Die Lokomotive mit der Fabriknummer 302 fiel am 24. Mai 1856 beim Transport in der Nähe von Friedrichshafen vom Schiff in den Bodensee. Sie konnte unbeschädigt geborgen werden.
Am 7. Mai 1855 wurde ein Vertrag für weitere vierzig Lokomotiven geschlossen. Diese Tranche wurde aber auf Rat von Emil Kessler auf drei Typen aufgeteilt. Zwölf Lokomotiven sollten etwas grössere Räder erhalten, um eine höhere Endgeschwindigkeit zu erreichen (Eb 2/4), die anderen vierzehn als Güterzug-Lokomotiven mit drei gekuppelten Achsen gebaut werden (Ed 3/5). Die zwölf Ec-2/5-Lokomotiven aus dieser Bestellung wurden 1858 ausgeliefert.
Insgesamt besass die SCB 60 Stütztender-Lokomotiven des Systems «Engerth», 26 Personenzug-Lokomotiven dieser Serie (auch als Typ B bezeichnet), 17 Schnellzug-Lokomotiven (Eb 2/4, oder Typ A) und 17 Güterzug-Lokomotiven (Ed 3/5, oder Typ C). Weitere Bestellungen dieses Typs blieben aus, weil sich der Lokomotivenbau fortentwickelt hatte und das System «Engerth» als veraltet galt. Nur von der Eb 2/4 wurden 1874 vier nachbeschafft und 1859 je eine Eb 2/4 und Ed 3/5 übernommen, welche für die Compagnie du Jura industriel gebaut, aber von dieser nicht abgenommen worden waren. Auch wiesen die Lokomotiven einige Mängel, wie beispielsweise einen zu schwachen Rahmen, auf. Nachfolger für die Hauensteinlinie war die SNB Eb 3/4, die weiterhin für die Personenzüge auf dem Netz der SCB eingesetzt wurde.

## Technik

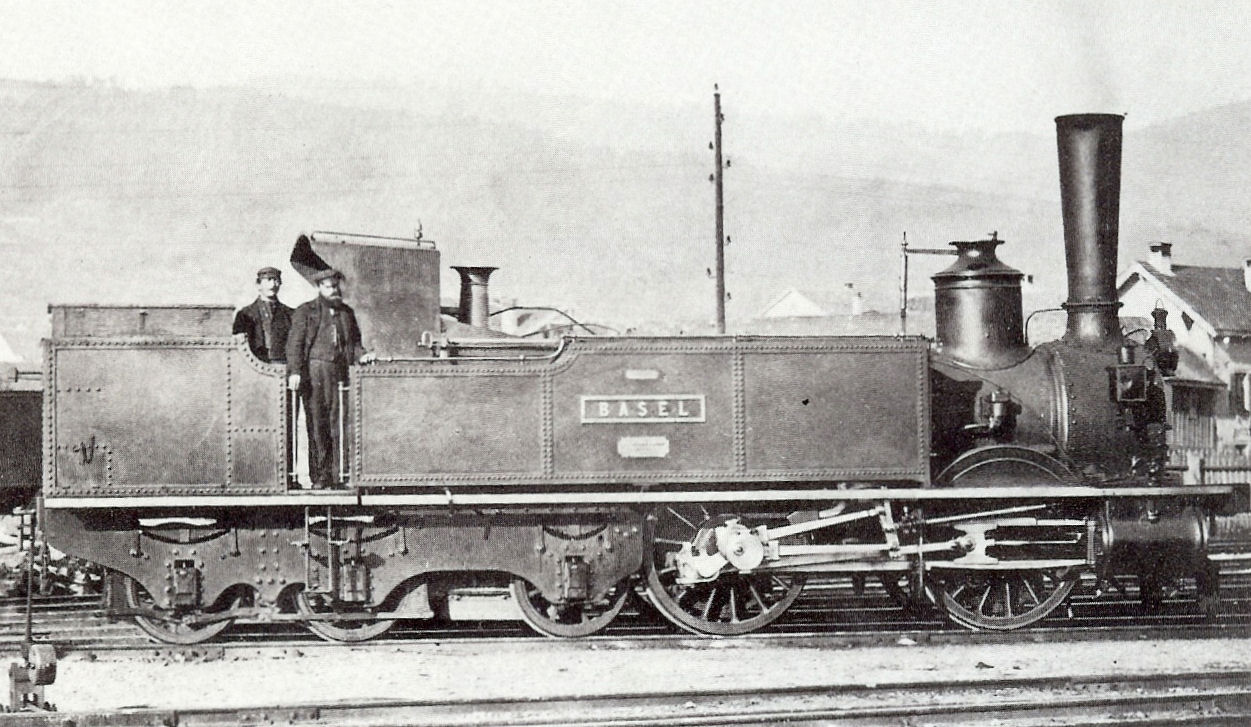
Die Ec 2/5 Nr. 2 „Basel“, noch ohne Puffer, jedoch schon mit Speichenrädern und Führerhaus (Aufnahme vor 1873)

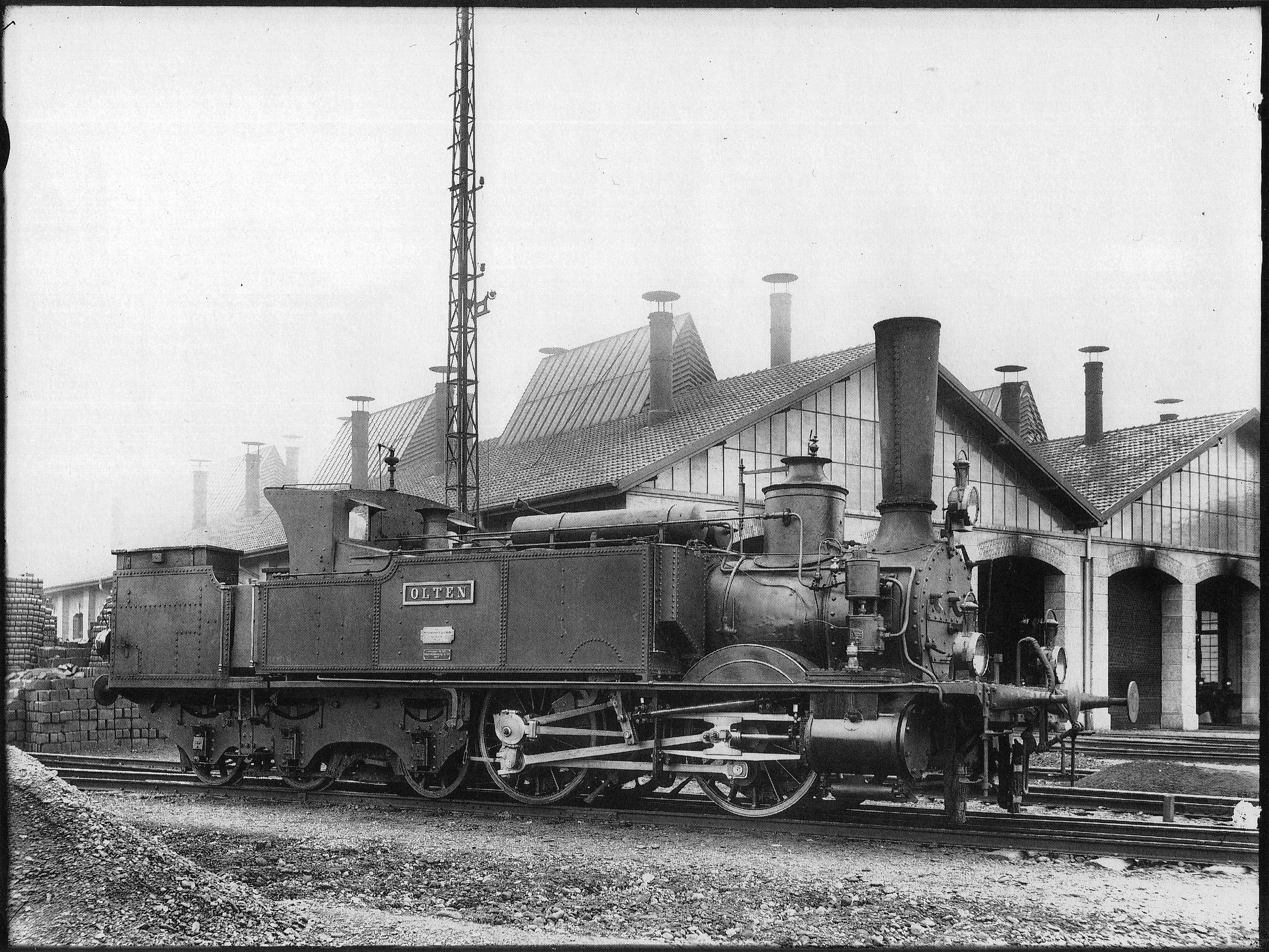
Die Ec 2/5 Nr. 4 „Olten“, mit Luftbehälter und Luftpumpe (Aufnahme zwischen 1895 und 1902)

Unter dem Kessel der Lokomotive befinden sich zwei Antriebsachsen, die ein Nassdampf-Triebwerk antreiben. Die erste der drei Tenderachsen liegt vor der Feuerbüchse. Der Tender trägt einen Teil des Kesselgewichtes und bildet zusammen mit der Lokomotive eine nicht trennbare Einheit. Die Lokomotiven hatten anfangs einen offenen Führerstand. Erst nachträglich wurden sie mit einem nach hinten geöffneten Führerhaus versehen. Diesen gedeckten Führerstand erhielten sie spätestens beim Einbau des Ersatzkessels, grösstenteils schon vorher. Die Seitentüren wurden erst nach 1893 eingebaut; vorher waren die Aufstiege nur mit einer Kette gesichert.
Die Schwachstelle der Lokomotive war ihre relativ schwache Rahmen- und Kupplungskonstruktion. Diese begann sich schon bei einem mässigen Anprall zu verbiegen, sodass ständig Reparaturen erforderlich waren.

### Dampfmaschine

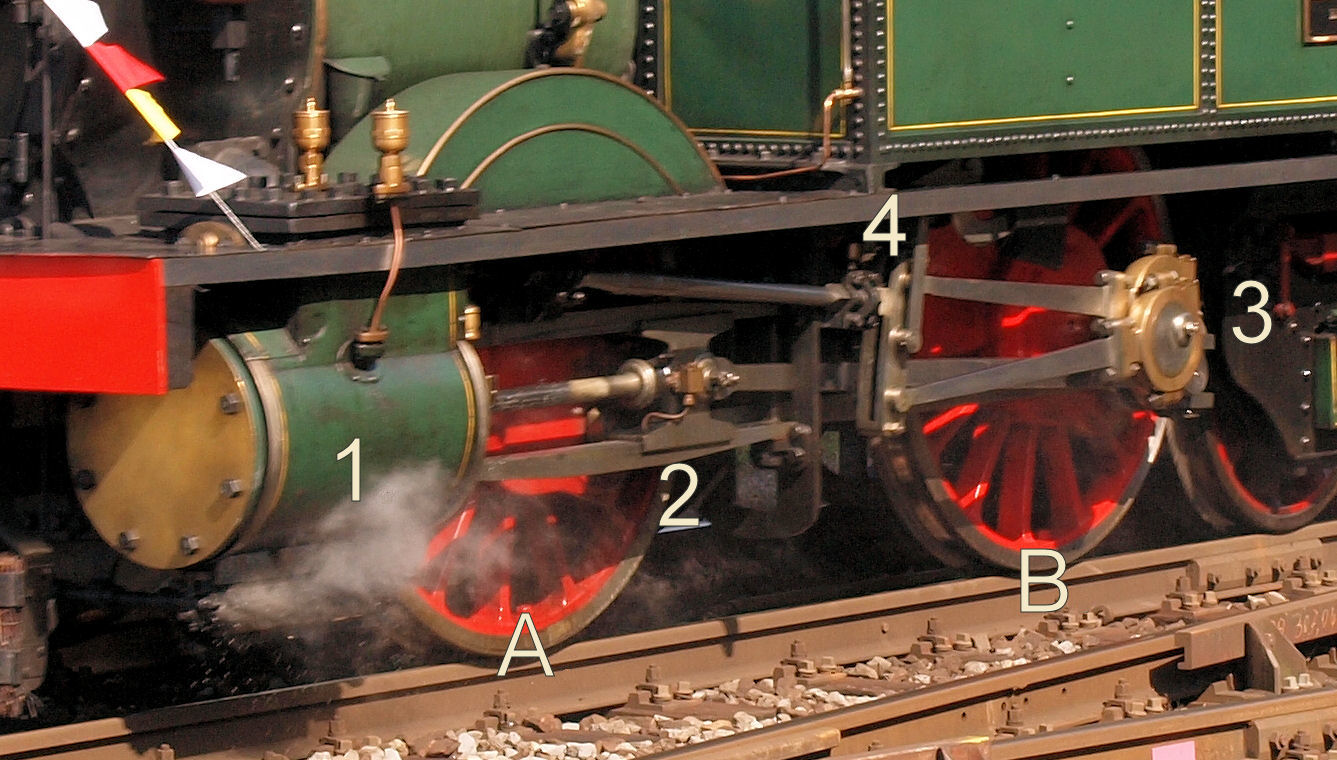
Ansicht der Dampfmaschine: B Triebachse, A Kuppelachse, 1 Zylinder, 2 Kreuzkopf, 3 Treibzapfen mit Exzenter der Steuerung, 4 Äussere Steuerung

Der Dampflokomotivkessel hatte eine ovale Form mit Durchmessern von 1110 und 1140 Millimetern, damit er tiefer zwischen die Räder gelegt werden konnte. Die Kesselmitte befand sich 1650 Millimeter über der Schienenoberkante. Bei der Lokomotivserie der Bauart Engerth bei der SCB trug er einen Dampfdom. Der Regulatorzug wurde über den Kessel geführt und besass einen stehenden Hebel, der an der Kesselrückwand angebracht war. Auf dem Armaturendom und dem Dampfdom befanden sich Federwagensicherheitsventile. Die Feuerbüchse reichte zwischen die Tenderachsen hinab. Die Einströmrohre führten durch die Rauchkammer, was zu Problemen führte, da diese relativ eng war und die heissen Rauchgase die Rohre teilweise verbrannten. Das Ausströmblasrohr besass eine veränderliche Froschmaulmündung, die eine Regelung der Zugwirkung auf das Feuer ermöglichte. Über der Rauchkammer befand sich der konische Funkenfängerkamin. Diese Kamine wurden nach 1864 durch einfachere zylindrische ersetzt. Die Lokomotiven hatten anfänglich keine Injektoren für die Speisewasser-Einspeisung, sondern die Kesselspeisung erfolgte mittels einer von einem Exzenter auf dem Treibzapfen der Treibachse angetriebenen Fahrpumpe. Dies hatte den Nachteil, dass die Lokomotive für die Wassernachspeisung bewegt werden musste. Um einen Kesselzerknall infolge Wassermangel zu verhindern, wurden alle Lokomotiven mit Injektoren nachgerüstet, die eine Wassereinspeisung auch im Stillstand ermöglichten. Alle Lokomotiven erhielten  Ersatzkessel, die von der SCB in der Werkstätte Olten hergestellt wurden.
Die Dampfmaschine bestand aus zwei aussen am Rahmen angebrachten Zylindern. Die Kraftübertragung  erfolgte auf zweischienigen Kreuzköpfen und von dort mit der Triebstange auf die hinteren Kuppelachsen. Eine Stephenson-Steuerung wurde über einen Exzenter aussen auf der Treibachse angesteuert. Die Umsteuerung erfolgte mit obenliegender Steuerwelle und Klinkenhebelbedienung. Die Schieberschubstangen waren bajonettförmig und hatten Prismenlager, um eine kürzere Bauform zu erreichen, damit die Schieberkästen nicht vorne überstanden.

### Tragkonstruktion und Kupplung

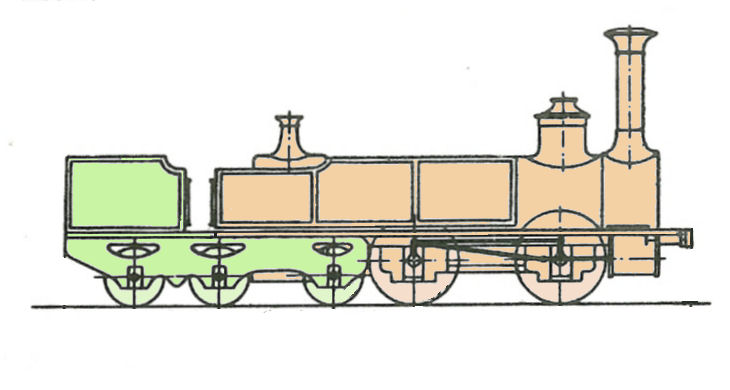
Orange die eigentliche Lokomotive, grün der Stütztender

Die Lokomotiven hatten einen überaus schwachen Innenrahmen, der öfters Probleme mit sich brachte. Er bestand aus zwei Längsbarren von 225 Millimeter Höhe und einer Dicke von 33 Millimeter, an denen die Achshalter-Doppelbleche angeschraubt oder angenietet wurden. Die Achshalterbleche waren oben mit einfachen Flacheisen, unten durch das Achshalterschloss verbunden. An den Achshaltern war vorne auch die Befestigung der aussen liegenden Zylinder und hinten das 'Kreuz' als Kupplung zwischen Maschine und Tender angebracht. Die Querverbindung des Rahmens bestand aus dem vorderen Stossbalken aus Eichenholz, dem Querkasten zwischen den Zylindern, den Kesselträger-Querblechen mit Streben und dem Kreuz der Kuppelung. Die Tragfedern waren als Blattfedern ausgeführt und befanden sich unterhalb der Achslager. Ausgleichshebel waren nicht eingebaut.
Der Engerth'sche-Stütztender besass einen starken Aussenrahmen aus Doppelblechen. Dieser Rahmen führte aussen an der Feuerbüchse vorbei neben die Lokomotive. Die erste Tenderachse befand sich vor der Feuerbüchse. Er trug einen Teil des Kesselgewichts und den Wasserkästen. Darunter befand sich die schmiedeeiserne Konsole mit dem kugelig ausgebildeten Gleitlager. Der Verbindungszapfen zwischen Lokomotive und Tender war in der Mitte kugelig geformt und konnte auch den senkrechten Relativbewegungen zwischen Lokomotive und Tender folgen. Die Tragfedern waren als Blattfedern ausgebildet, befanden sich oberhalb der Achslager und zwischen den Rahmenplatten; sie waren mit Laschen befestigt. Auch dort hatte man auf den Einbau von Ausgleichshebeln verzichtet. Die dritte (mittlere) Tenderachse musste eingefügt werden, weil das Tendergewicht von rund 17 Tonnen sonst die vordere Achse überlastet hätte. Der Achsstand des Tenders betrug 3030 Millimeter.
Anfänglich waren keine Puffer und Zughaken angebaut. Der Tender besass wie die Lokomotive nur einen Stossbalken. In diesem befand sich eine durch ein Gussstück geführte Zugstange mit Öse. Die Zugstange war von zwei Evolutfeder geführt. Das Gussstück der hinteren Zugstange wurde mit zwei Zugankern schräg zum vorderen Tenderrahmen geleitet, um den hinteren Tenderrahmen nicht auf Zug zu beanspruchen. Vorne war die Öse nur mit sechs Schrauben auf den hölzernen Balken geschraubt. Als Kupplung dienten Stecknagel, Ösen und Kupplungsstück. Die beiden seitlichen Ketten, die als Notkupplung dienten, wurden erst nachträglich angebracht. Das englische Kupplungssystem mit Federpuffer und Schraubenkupplung wurde von der SCB zwischen 1861 und 1873 nach Umbau der Lokomotiven eingeführt. Dafür musste der hölzerne Stossbalken durch einen Stahlträger ersetzt werden. Der Tender erhielt allerdings keine Federpuffer, sondern nur Vorstösse.

### Laufwerk und Bremsen
Die Kuppelräder waren anfänglich Vollkörperräder, wurden aber später gegen Speichenräder ausgetauscht. Die Antriebsräder hatten einen Durchmesser von 1375 die Räder des Tenders 915 Millimeter.
Als Bremseinrichtung war anfänglich nur eine Spindelhandbremse eingebaut, die nur auf die Tenderräder wirkte. Schriftlich nachgewiesen ist 1895 der Einbau der Westinghousebremse bei den Lokomotiven 2, 28, 29 und 32. Anhand von Fotos muss dies auch bei der Nummer 4 (SBB 6998) angenommen werden, da sie die für die Luftbremse notwendigen Luftbehälter über den Wasserkästen und auch eine Pumpe besitzt. Vermutlich besass auch auf die sechste von den SBB übernommene Lokomotive eine Luftbremse. Auch diese wirkte nur auf die Tenderachsen.
Die Lokomotiven erhielten um 1889/91 einen Geschwindigkeitsmesser von Hausshälter eingebaut. Damals wurde auch eine Vorrichtung für die Dampfheizung der angehängten Wagen eingebaut.

### Nummerntabelle
Die Lokomotiven erhielten von der SCB keine neuen Nummern, nur die fünf von den SBB übernommenen Lokomotiven wurden umnummeriert. Bei den Namen gab es einige Änderungen, um 1859 wurde beschlossen, die zuerst wahllos vergebenen Namen zu ordnen. Dabei erhielten die Lokomotiven der Serie Ec 2/5 Städtenamen, die Eb 2/4 Flussnamen und die Ed 3/5 Bergnamen.
| SCB-Nr. | SBB-Nr. | Name (ab ca. 1859) | Name (vor 1859) | Fabrik-Nr. | Baujahr | Hersteller | 2. Kessel  | Ausrangiert | Bemerkungen                                         |
| ------- | ------- | ------------------ | --------------- | ---------- | ------- | ---------- | ---------- | ----------- | --------------------------------------------------- |
| 1       | -       | Bern               | Schweiz         | 255        | 1854    | Esslingen  | 1874       | 1893        |                                                     |
| 2       | 6996    | Basel              | -               | 256        | 1854    | Esslingen  | 1879       | 1905        |                                                     |
| 3       | -       | Liestal            | -               | 257        | 1854    | Esslingen  | 1876       | 1896        |                                                     |
| 4       | 6998    | Olten              | Jura            | 258        | 1854    | Esslingen  | 1877       | 1905        |                                                     |
| 5       | -       | Burgdorf           | Aare            | 300        | 1856    | Esslingen  | 1876       | 1896        |                                                     |
| 6       | -       | Biel               | Reuss           | 301        | 1856    | Esslingen  | 1867       | 1883        |                                                     |
| 7       | -       | Sempach            | -               | 302        | 1856    | Esslingen  | 1876       | 1896        | Fiel am 24. Mai 1856 beim Transport in den Bodensee |
| 8       | -       | Aarau              | -               | 303        | 1856    | Esslingen  | 1872       | 1884        |                                                     |
| 9       | -       | Luzern             | -               | 307        | 1856    | Esslingen  | 1871       | 1888        |                                                     |
| 10      | -       | Gruetli            | St. Gotthard    | 308        | 1856    | Esslingen  | 1875       | 1893        |                                                     |
| 11      | -       | Murten             | Rigi            | 309        | 1856    | Esslingen  | 1867       | 1883        |                                                     |
| 12      | -       | Freiburg           | Pilatus         | 310        | 1856    | Esslingen  | 1875       | 1893        |                                                     |
| 13      | -       | Solothurn          | Rhein           | 313        | 1856    | Esslingen  | 1877       | 1905        |                                                     |
| 14      | 6999    | St. Jacob          | -               | 314        | 1856    | Esslingen  | 1878       | 1893        |                                                     |
| 27      | -       | Laupen             | -               | 395        | 1858    | Esslingen  | 1876       | 1889        |                                                     |
| 28      | -       | Genf               | -               | 396        | 1858    | Esslingen  | 1875       | 1898        | Erhalten                                            |
| 29      | 6995    | Zuerich            | -               | 397        | 1858    | Esslingen  | 1870, 1892 | 1906        | 1892 Einbau des Reservekessel                       |
| 30      | -       | Altdorf            | -               | 398        | 1858    | Esslingen  | 1876       | 1893        |                                                     |
| 31      | -       | Zofingen           | -               | 399        | 1858    | Esslingen  | 1873       | 1888        |                                                     |
| 32      | 6997    | Thun               | -               | 400        | 1858    | Esslingen  | 1878       | 1906        |                                                     |
| 33      | -       | Neuenburg          | -               | 401        | 1858    | Esslingen  | 1874       | 1893        |                                                     |
| 34      | -       | Lausanne           | -               | 402        | 1858    | Esslingen  | 1867       | 1883        |                                                     |
| 35      | -       | Stanz              | -               | 407        | 1858    | Esslingen  | 1867, 1883 | 1888        | 1883 Kessel von 6, 11 oder 34                       |
| 36      | -       | Schwyz             | -               | 408        | 1858    | Esslingen  | 1877       | 1899        |                                                     |
| 37      | -       | Bellenz            | -               | 409        | 1858    | Esslingen  | 1876       | 1898        |                                                     |
| 38      | -       | Sarnen             | -               | 410        | 1858    | Esslingen  | 1875       | 1896        |                                                     |

## Betriebliches

SBB Diensteinteilung des Kreises II im Winter 1903/04. Der Dienst Nr. 3, der mit einer Ec 2/5 gefahren wurde, ist rot hinterlegt.

Die bei der Übernahme durch die SBB verbliebenen fünf Lokomotiven gehörten bis zu ihrer Ausrangierung weiterhin zu ihrer Werkstätte in Olten und ihren Stammdepots in Olten und Basel.
Die Lokomotiven hatten bei einem Adhäsionsgewicht von 28 Tonnen eine Zugkraft von 3600 Kilogramm und erbrachten eine Leistung von 296 kW bzw. 400 PS. Die Zugbelastung betrug in der Ebene zwischen 260 und 330, auf einer zehn Promille-Steigung 160 bis 220 und auf der alten Linienführung der Hauensteinlinie 75 Tonnen.
Die Lokomotiven waren für die Hauensteinrampen eher ungeeignet, da ein normaler 150-Tonnen-Zug auf dieser Strecke zwei Lokomotiven dieses Typs erforderte und von beiden Besatzungen eine geschickte Zusammenarbeit verlangte. Deshalb wurden sie recht schnell von den Ed 3/5 und den Eb 3/4 abgelöst. Auf weniger anspruchsvollen Strecken, bei denen sie vor Personenzügen alleine eingesetzt werden konnten, waren sie lange Zeit unverzichtbar. Erst die Tenderlokomotive Eb 2/4, die in zwei Versionen 1891 und 1896 in Betrieb genommen wurde und die B 2/4 konnten sie in diesem Bereich verdrängen. Auch für den Vorspanndienst am Hauenstein wurden sie weiterhin benutzt, allerdings nach Möglichkeit zusammen mit einem anderen Typ.
Alle Lokomotiven, mit Ausnahme der Genf, wurden nach ihrer Ausrangierung verschrottet.

## Lokomotivgeschichte der «Genf»

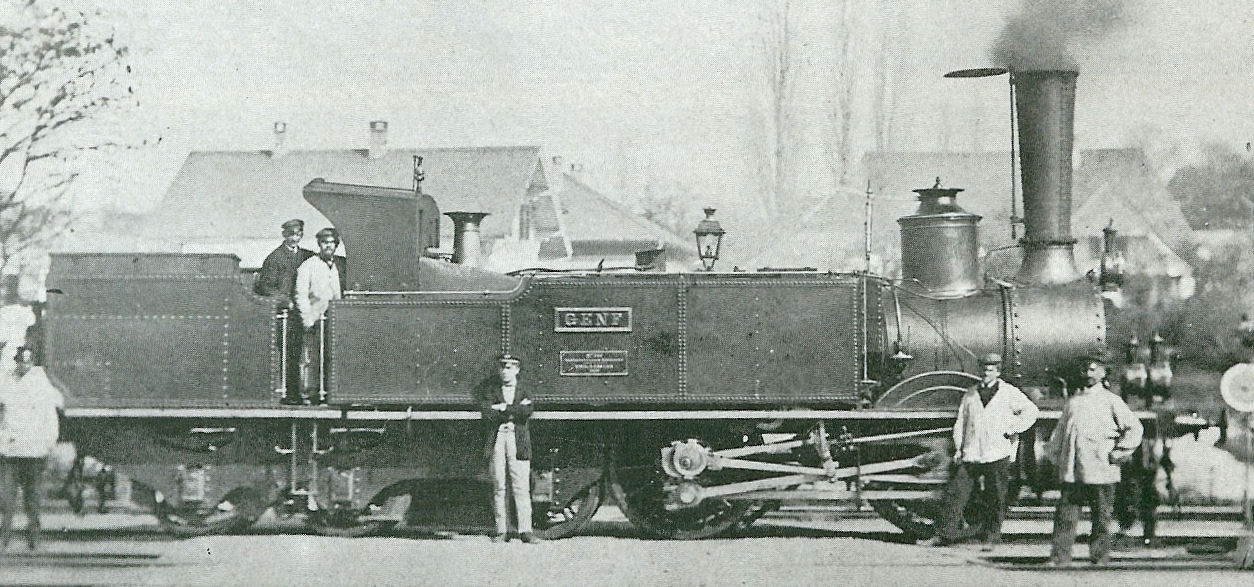
Bild der «Genf» von 1890. Das Erscheinungsbild dürfte sich bis zur Ausrangierung 1898 nicht mehr gross gewandelt haben.

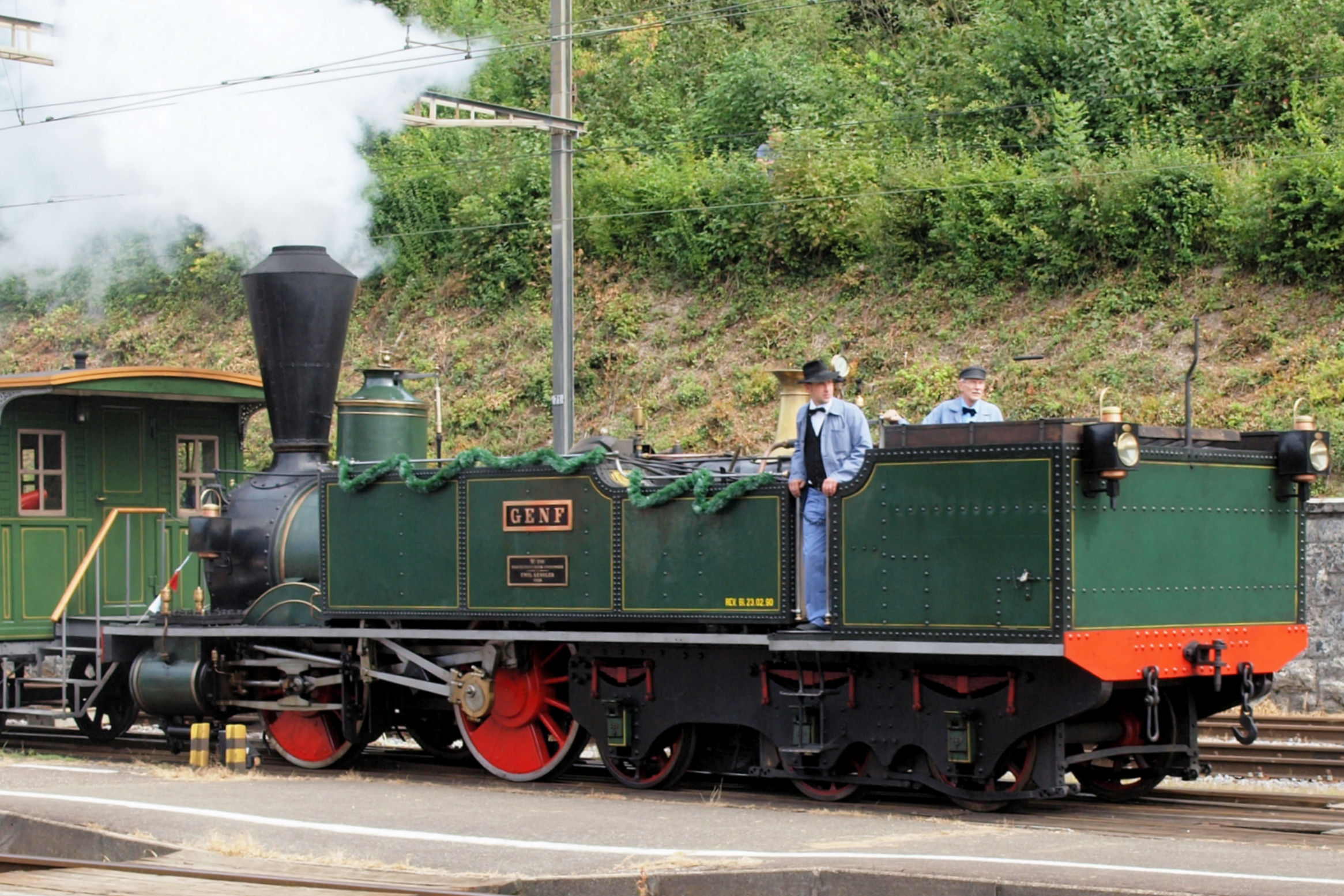
Hinteransicht der «Genf»

Die Lokomotive mit der Fabriknummer 396 erhielt die Nummer 28 und den Namen Genf, der seitlich an der Lokomotive angebracht war, die Nummer 28 befand sich auf der Rauchkammertüre. Die Genf zog am 1. Mai 1858 den Eröffnungszug der Hauensteinlinie. An der Lokomotive wurden in ihrer Betriebsphase etliche Änderungen und Umbauten vorgenommen, von denen allerdings die wenigsten zeitlich belegt werden können. Die Lokomotive erhielt 1875 einen neuen Kessel. Auch wurden nachträglich die heute übliche Schraubenkupplung und die Puffer angebracht und die Lokomotive mit einem Führerhaus versehen. Diese beiden Änderungen wurden 1947/58 rückgängig gemacht. Die Lokomotive wurde schon 1898 ausrangiert und als stationäre Heizanlage in der Centralwerkstätte Olten (heute IW Olten) verwendet; sie überstand somit die Ausrangierungs- und Verschrottungswelle in den 1920er Jahren. Anlässlich des 100-Jahr-Jubiläums 1947 wurde sie äusserlich hergerichtet, damit sie ausgestellt werden konnte. Im Hinblick auf das hundertjährige Jubiläum der Hauensteinlinie wurde sie 1958 betriebsfähig hergerichtet und ins Erscheinungsbild der Auslieferung zurückversetzt (einige technische Änderungen mussten nicht nur aus finanziellen Gründen, sondern auch aus Sicherheitsgründen belassen werden). Sie wurde auch bei verschiedenen Anlässen in den Jahren 1958 und 1959, darunter der Hundertjahrfeier der Bahnstrecke Turgi-Koblenz-Waldshut verwendet. Anschliessend wurde sie im Verkehrshaus der Schweiz ausgestellt, das sie im Jahr 1976 und 1978 (120 Jahre Hauenstein) für einige Einsätze verliess. 1990 wurde sie äusserlich aufgearbeitet und stand für längere Zeit zum letzten Mal unter Dampf. Im Jahr 2008 wurde sie erneut einer Hauptrevision unterzogen, die Probefahrt fand am 19. April 2009 statt. Die Lokomotive wurde zur 150-Jahr-Feier der Bahnstrecke Turgi–Koblenz–Waldshut dem Publikum gezeigt. Jetzt ist sie wieder im Verkehrshaus ausgestellt. Sie befindet sich im Besitz der SBB Historic.